# Ель-Хаур (муніципалітет)
Баладіят Ель-Хаур  (араб. الخور, англ. Al Khor) — адміністративна одиниця у складі Катару. Адміністративний центр — місто Ель-Хаур. На території в 1638  км² проживає  — 213,6 тис. катарців.

## Розташування
Баладіят Ель-Хаур лежить у північній частині Катару, на узбережжі Перської затоки та 50 км² від столиці країни і межує:
- з північного сходу  — зі столичним баладіятом Ад-Доха;
- з півночі та заходу — з баладіятом Ар-Раян.

## Історія
Ця північна місцина Катару вважалася здавна малозаселеною, лише глибокі затоки на узбережжі та помірне море сприяли мореплавству, а за ним і торгівлі, які і розвинулися на цих землях. Мешканці селилися вздовж узбережжя і займалася рибальством та видобутком перлів. Більшість жителів було сконцентровано в тодішньому центрі — форті Ель-Хаур.
У середині ХХ століття сановники Катару поставили за мету впорядкувати свої уділи адміністративно, тоді вони створили на базі історичних центрів держави кілька адміністративних одиниць і закріпили це в законі № 11 від 1963 року. Пізніше, в 1972 році, Шейх Мохаммед бін Джабер Аль Тані підписав законопроєкт № 19, яким розмежував кілька баладіятів, серед яких, зокрема, Ель-Хаур .

## Населення і поселення
Від часів свого заснування в цьому баладіяті проживало до третини всіх катарців, а з початку ХХІ століття Ель-Хаур почав динамічно розвиватися, від 60 000 катарців у 1980-х роках до 213 628 жителів у 2010 році. Більшість його мешканців — катарці, але й чимало емігрантів, які працюють у столиці країни й нафтогазових промислах.
Загалом баладіят Ель-Хаур розділений на кілька зон з відповідними населеними пунктами:
- Північна (з головними поселеннями Al Thakhira, Ras Laffan, Umm Birka);
- Західна (з головними поселеннями Al Ghuwariyah);
- Південна (з головними поселеннями Simaisma, Al Jeryan, Al Khor City);

## Економіка
Баладіят Ель-Хаур, знаходячись у вигідних природних та економічних умовах, впродовж віків вважався економічно-розвинутим. Його часто відвідували торговці з багатьох країн зі своїм крамом, а місцеві мешканці їм пропонували рибу та перли, які й були основним товаром. Але через відкриття найбільшого в світі родовища природного газу, басейн Норі, спричинило до економічного зростання Катару. На території баладіяту Ель-Хаур почали розвивати нафтогазовий промисел, зокрема видобування з надр природного газу — і регіон почав розвиватися прискореними темпами. Постало питання будівництва промислових, оброблювальних та житлових об'єктів й інфраструктури. Саме надходження від нафтогазовидубувного комплексу становлять основну частину в бюджеті баладіяту.
Новим стимулом для розвитку місцевості планується реалізація проєкту проведення Чемпіонату світу з футболу 2022 року. Урядовці планують до того часу налагодити як спортивний так і культурний відпочинок гостей і жителів баладіяту. Стадіон і відомі історичні пам'ятки — стануть візитівкою баладіяту Ель-Хаур.